# Landkreis Heidenheim
Landkreis Heidenheim är ett distrikt i Baden-Württemberg, Tyskland.

## Infrastruktur
Genom distriktet passerar motorvägen A7.
1. 1 2  härlett från: Statistisches Landesamt Baden-Württemberg.[källa från Wikidata]
2. ↑  hämtat från: tyskspråkiga Wikipedia.[källa från Wikidata]